# 八幡神社 (大網白里市)
八幡神社（はちまんじんじゃ）は、千葉県大網白里市（上総国山武郡）にある神社。旧社格は郷社。

## 祭神
誉田別命（ホンダワケノミコト）を祭神とする。